# General Bernardino Caballero
General Bernardino Caballero, il cui nome è spesso abbreviato in Caballero, è un centro abitato del Paraguay; è situato nel dipartimento di Paraguarí, ad una distanza di 96 km dalla capitale del paese, Asunción, e forma uno dei 17 distretti del dipartimento.

## Popolazione
Al censimento del 2002 la località contava una popolazione urbana di 1.120 abitanti (6.449 nel distretto).

## Caratteristiche
Intitolata a Bernardino Caballero, eroe della Guerra della triplice alleanza e in seguito presidente del Paraguay, la località si è sviluppata attorno alla stazione della ferrovia, ora dismessa, di cui resta la costruzione abbandonata.